# Charles Artus de Bonchamps
Charles Melchior Artus de Bonchamps, född 10 maj 1760 och död 18 oktober 1793, var en fransk officer.
Bonchamps lämnade vid revolutionens utbrott sin militära befattning och blev från april 1793 en av de militära ledarna för det kontrarevolutionära upproret i Vendée. Han vann en del militära framgångar, men sårades dödligt i slaget vid Chollet 1793.